# Klaus Beer
Klaus Beer (n. 14 noiembrie 1942, Legnica, Reich-ul German – d. 8 iunie 2023, Berlin, Germania) a fost un atlet ce a reprezentat Republica Democrată Germană, medaliat olimpic. A participat la două ediții ale Jocurilor Olimpice (1964, 1968) în care a câștigat o medalie de argint în proba de săritură în lungime.

## Palmares
| An   | Competiție                   | Locație                 | Loc | Note |
| ---- | ---------------------------- | ----------------------- | --- | ---- |
| 1962 | Campionatul European         | Belgrad, Iugoslavia     | 7   | 7,52 |
| 1964 | Jocurile Olimpice            | Tokio, Japonia          | 21  | 7,27 |
| 1968 | Jocurile Europene în sală    | Madrid, Spania          | 4   | 7,55 |
| 1968 | Jocurile Olimpice            | Ciudad de México, Mexic | 2   | 8,19 |
| 1969 | Jocurile Europene în sală    | Belgrad, Iugoslavia     | 1   | 7,77 |
| 1969 | Campionatul European         | Atena, Grecia           | 4   | 8,03 |
| 1970 | Campionatul European în sală | Viena, Austria          | 2   | 7,99 |
| 1971 | Campionatul European         | Helsinki, Finlanda      | 16  | 7,65 |
| 1972 | Campionatul European în sală | Grenoble, Franța        | 7   | 7,71 |